# مستشفى الشهيد د. خليل سليمان الحكومي
مستشفى جنين الحكومي واسمه الرسمي مستشفى الشهيد د. خليل سليمان الحكومي هو أحد المستشفيات الحكومية الفلسطينية العاملة في الضفة الغربية، يتبع وزارة الصحة الفلسطينية، تبلغ قدرته السريرية حوالي 223 سريرًا، ويعمل فيه 433 موظفًا، موزعين على النحو التالي:
| إدارة وخدمات | مهن طبية مساندة | قابلة | ممرض | صيدلاني | طبيب أسنان واختصاصي | طبيب اختصاصي | طبيب عام |
| ------------ | --------------- | ----- | ---- | ------- | ------------------- | ------------ | -------- |
| 92           | 63              | 31    | 179  | 7       | 0                   | 30           | 31       |

## التأسيس والتسمية
تأسس مشفى الشهيد د. خليل سليمان الحكومي في جنين عام 1961، وشهد تطورًا كبيرًا على مر السنين؛ ليقدم الخدمات الطبية لمحافظة جنين والقرى القريبة المجاورة.
سُمي نسبة إلى الطبيب خليل سليمان مسؤول الإسعاف والطوارئ بجمعية الهلال الأحمر الفلسطيني فرع جنين والذي استشهد خلال أداء عمله إبان اجتياح جنين عام 2002.

## التاريخ

### 2023
تعرض المستشفى لعدد من الاعتداءات الإسرائيلية خلال عمليته العسكرية على جنين منذ فجر 3 يوليو 2023 وحتى نهاية يوم 4 يوليو 2023، حيث دمَّرت جرافة عسكرية إسرائيلية سورًا خارجيًا للمستشفى عندما حاولت دهس مواطنين محتشدين بمحيطه. لاحقًا أطلقت وابلًا من قنابل الغاز نحوهم.
في 4 يوليو 2023، قصفت طائرة مسيّرة للاحتلال الإسرائيلي موقعًا بجانب المستشفى، فيما أصابت 3 فلسطينيين داخل ساحة المستشفى بالرصاص الحي وسيارة إسعاف.
صباح يوم 21 مايو 2024، بدأ الجيش الإسرائيلي عملية واسعة في مدينة جنين ومخيمها، وقام بإطلاق النار بصورة عشوائية؛ مما أدى لإصابة الجراح أسيد عبد الفتاح الموظف بالمستشفى قربه ثم اعلن عن وفاته متأثرًا بإصابته.

## الخدمات
بلغت نسبة إشغال المستشفى عام 2016 حوالي 75%، حيث قدم خدماته من خلال أقسامه المختلفة، وهي: الباطني، الجراحة، الرعاية الخاصة، النسائية والتوليد، الأطفال والحضانة، الطوارئ، العيادات الخارجية، الصيدلية، الأشعة، العلاج الطبيعي، المختبرات وبنك الدم، العيادات الخارجية، ويجري العمل على إنشاء قسم قسطرة وجراحة قلب.